# Internationale Bank voor Wederopbouw en Ontwikkeling
De Internationale Bank voor Wederopbouw en Ontwikkeling (International Bank for Reconstruction and Development; IBRD) is sinds 1944 een internationale financiële instelling met het hoofdkantoor in Washington D.C., Verenigde Staten. Het is de kredietverleningsarm van de Wereldbankgroep. De IBRD verstrekt leningen aan ontwikkelingslanden met een middeninkomen. Het is de eerste van vijf instellingen die de Wereldbankgroep vormen. De oorspronkelijke missie van de IBRD in 1944 was het financieren van de wederopbouw van Europese landen die verwoest waren door de Tweede Wereldoorlog. De IBRD en haar kredietverleningsafdeling, de Internationale Ontwikkelingsassociatie (IDA), staan gezamenlijk bekend als de Wereldbank, omdat ze dezelfde leiding en hetzelfde personeel delen.